# Garypus beauvoisii
Garypus beauvoisii är en spindeldjursart som först beskrevs av Jean Victor Audouin 1826.  Garypus beauvoisii ingår i släktet Garypus och familjen gammelekklokrypare. Inga underarter finns listade i Catalogue of Life.